# Evergreen (Luizjana)
Evergreen – miasto w Stanach Zjednoczonych, w stanie Luizjana, w parafii Avoyelles.